# I predatori della vena d'oro
I predatori della vena d'oro (Mother Lode) è un film del 1982 diretto e interpretato da Charlton Heston.

## Trama
Una coppia di giovani avventurieri si reca nella Columbia Britannica per cercare un collega di cui hanno perso le tracce. Durante il viaggio, l'aereo su cui si trovano precipita, ma per fortuna entrambi rimangono illesi. Uno scozzese mentalmente instabile teme che i superstiti possano rubare l'oro presente nelle montagne vicine.